# Virgínia (Minas Gerais)
Virgínia est une municipalité brésilienne de l'État du Minas Gerais. Elle fait partie de la microrégion d'Itajubá et de la mésorégion du Sud et Sud-Ouest du Minas.
La population en 2015 (IBGE) était de 8 867 personnes. La superficie est de 326.42 km².